# Natia Natia
Natia Natia (né le 2 février 1984) est un footballeur international samoan-américain. Il fut sélectionné cinq fois sous les couleurs de son pays lors des qualifications de la Coupe du monde 2006 et celle de 2010.